# Álvaro Castillo Granada
Álvaro Castillo Granada (Bucaramanga, Santander (Colombia), 1969) es un librero, escritor, editor y bibliófilo colombiano.

## Biografía
Nació el 21 de junio de 1969 en Bucaramanga, Santander (Colombia). Desde temprana edad se radicó en Bogotá con sus padres. Estudió primaria y secundaria en el Colegio San Bartolomé La Merced. Obtuvo su grado de bachiller en 1987. Al año siguiente ingresó a estudiar literatura en la Universidad Javeriana. No se graduó.
El primer acercamiento a su profesión de librero fue entre 1988 y 1995 en Enviado Especial Libros, ubicada en el centro comercial Granahorrar de propiedad de Gloria Moreno y Germán Castro Caycedo. Allí conoció, entre otros, al escritor Nicolás Suescún. Luego, hasta 1998 trabajó en Normas Ramos Libros ubicada en el mismo lugar de Enviado Especial Libros. 
Después, vendió libros en oficinas y a domicilio y posteriormente, emprendió su labor de librero por cuenta propia. Es así que el 10 de diciembre de 1998 abrió sus puertas San Librario Libros. Este proyecto fue iniciado con junto a María Luisa Ortega, Claudia Cadena y Camilo Delgado, con quien los unía el amor por los libros y la lectura. El objetivo de Castillo con San Librario es poder vivir de los libros, que son su todo:

Mi vida gira en torno a libros y todo lo que he logrado ha sido por los libros. Nunca pienso en metas, ni crecer tanto. Mi máxima aspiración es la de seguir viviendo del oficio de librero. Para mí sería muy triste cerrar y no seguir viviendo de esto que es lo que más me gusta hacer y lo hago más o menos bien.

Además de ser librero, es autor de varios libros y editor de las series Sin ausencia, Sin palabras y Sin carátula, todas publicadas bajo el sello editorial de San Librario Libros, colaboró en las revistas colombianas Número, Piedepágina, Aleph y El Malpensante. Y en las revistas cubanas "Casa de las Américas", "Umbral", "La siempreviva", "Matanzas" y "El caimán barbudo". Asimismo, posee un amplio bagaje sobre Pablo Neruda. Sobre el poeta, publicó el libro: De cuando Pablo Neruda plagió a Miguel Ángel Macau en 2008 y fue curador de la exposición: Pablo Neruda "Residir en la tierra" realizada en la Biblioteca Nacional de Colombia recordando el centenario del natalicio del poeta chileno. Está finalizando una investigación sobre las dos visitas de Neruda a Colombia: “Esta es Colombia, Pablo” Los días colombianos de Pablo Neruda 1943-1968"
Otras exposiciones donde han sido curador: Neruda un joven de 90 años realizada en Bogotá en 1996; Gabriel García Márquez El regreso del ausente realizada en Buenos Aires en 2005, Tras las huellas de García Márquez realizada en Lima en 2007 y en La Habana en 2012 y De ayer a hoy: Eduardo Caballero Calderón realizada en Bogotá en 2010 en compañía de Beatriz Caballero y Álvaro Rodríguez Torres.
En abril de 2015 colaboró en la 28a Feria Internacional del Libro de Bogotá prestando su colección completa de primeras ediciones de Gabriel García Márquez, incluyendo un ejemplar dedicado ("Para Álvaro Castillo, el librovejero, como siempre, y desde siempre, de su amigo Gabriel") de la primera edición de Cien años de soledad de Gabriel García Márquez para la exposición de Macondo, temática del evento conmemorando la muerte del nobel. Unos días más tarde, el 2 de mayo el valioso libro fue robado y el 8 de mayo fue recuperado por la policía nacional. Como agradecimiento por la inmensa solidaridad y repudio que causó este robo y para permitir que todos los colombianos tengan acceso a esta obra Castillo donó este ejemplar junto con 124 volúmenes y 18 carpetas con recortes de artículos de prensa y revistas de o sobre Gabriel García Márquez a la Biblioteca Nacional. Las obras incluyen traducciones de obras del nobel en varios idiomas: español, catalán, francés, inglés, italiano, mandarín, griego, ruso, japonés, danés y hebreo.

## Obras

### Libros
- Librovejero, Fondo de Cultura Económica, Bogotá, Colombia (2021)
- Con los libreros en Cuba, Ediciones Isla de Libros, Bogotá, Colombia, 2020. Segunda edición, corregida y aumentada, (2020)
- Un librero, Penguin Random House, Bogotá, Colombia (2018)
- Un librero, Ediciones La piedra lunar, Santa Clara, Cuba (2016) -Edición de 100 ejemplares-
- Encuentros con Paco Ignacio Taibo II, Ediciones Isla de Libros, Bogotá, Colombia (2013) -Edición de 120 ejemplares-
- De cuando Pablo Neruda plagió a Miguel Ángel Macau, Ediciones San Librario, Bogotá, Colombia (2008) -Edición de 250 ejemplares-
- En viaje, Ediciones El hombre de Camagüey, Bogotá, Colombia (2007) -Edición de 100 ejemplares-
- Julio Cortázar : una lectura permutante del capítulo 7 de Rayuela, Ediciones Trucho, Bogotá, Colombia (2005) -Edición de 100 ejemplares. Segunda edición aumentada y corregida: Editorial Capiro, Santa Clara, Cuba, 2011 -Edición de 100 ejemplares-.
- el libro (recuerdos de un lector), Ediciones El hombre de Camagüey, Bogotá, Colombia (2004) -Edición de 200 ejemplares-

#### Como editor
Ediciones Isla de Libros
- Fábula del sindicato, Fina García Marruz
- El leve viaje de la sangre, Norberto Codina
- Nuestra América en cuadro apretado, Pedro Pablo Rodríguez
- Poemas, Emily Dickinson (Selección, traducción y prólogo de Edelmis Anoceto)
- Ocho y medio, Eduardo del Llano
- La reina sobrecogida, Alberto Garrandés
- La imprecisa memoria, Margarita Mejía
- Encuentros con Paco Ignacio Taibo II, Álvaro Castillo Granada
- Y yo que lo creía un farsante, Andrés Ospina
- Dos cuentos, Hans Christian Andersen (Traducción y prólogo de Eliseo Diego, Ilustraciones de Ricardo Gerardo Reyes Ramos, Richar)
- El animal intacto, Enza García Arreaza (Poemas e ilustraciones)
- Tan sólo eso, Reina María Rodríguez
- Nepente, Rodrigo Lombana
- Viaje entre relámpagos, María Isabel García Mayorca
- Asumir el tiempo Poesías reunidas, Armando Orozco Tovar
- Ciertas historias para desreír humores, Ricardo Reyes (Richar)
- Asumir el tiempo Poesías reunidas, Armando Orozco Tovar
- Spunkitsch, Leonardo Aguirre
- Petra Narcisa, Juan Carlos Rodríguez
- Los despreciados, Dazra Novak
- Espejo de sombre, Roberto Renán
- Con los libreros en Cuba, Álvaro Castillo Granada
- El minotauro y la mariposa, Roberto Manzano
- Aurelia, Mardon Arimendi
- La mujer que era, Vivian Dragna
- Y nos pegamos la fiesta, Víctor Alarcón
- Cuando yo empezaba, Arnoldo Palacios, Investigación y recopilación Álvaro Castillo Granada. Segunda edición, corregida y aumentada
- Una mujer sobre sobre otra, Yulieth Mora Garzón
- El brillo de la superficie Poesía reunida, Delfín Prats
- Pequeñas memorias, Fina García Marruz

Ediciones San Librario
Serie Sin Carátula:
- Recordándole a Carroll, Álvaro Rodríguez Torres
- Bag Bag (selección), Nicolás Suescún
- Pequeñas mujeres en prosa, Francia Elena Goenaga
- Hospedaje de paso, Federico Díaz-Granados
- Remember “Spoon River”, Mario Rivero
- Mis amigos, Camilo Delgado
- Luz en la agonía del pez, Arturo Alape
- Sesgo de claveles, Carlos Enrique Ruiz
- Poemas para una fosa común, Ramón Cote Baraibar
- La boca del cielo, Paula Klee
- Tan solo un decir, Margarita Escobar de Andreis
- Este realmente no es el momento, Nicolás Suescún
- Libro de viaje, Patricia Iriarte
- Las flores existen, León Gabriel Correa Goenaga
- Como en tierra salvaje, un vaso griego, Elkin Restrepo
- Habanera, Guillermo Alberto Arévalo
- Aquí brilla, es extraño, la luz de nuevo, Juan Felipe Robledo
- Cita de amor al mediodía, José Luis Díaz-Granados
- República de sombras, José Luis Díaz-Granados
- Todo abril y lo que va de mayo, María Isabel García Mayorca
- Escribir libros que no son como la vida, Óscar Collazos

Serie sin Ausencia:
- ¿Y Fernández? y otros poemas, Roberto Fernández Retamar (Selección de Álvaro Castillo Granada)
- Rostro en la soledad, Héctor Rojas Herazo
- Colombia ausente, José Luis Díaz-Granados
- Nada más que la vida, Edgar Plata
- Un verde pensar bajo una sombra verde, Andrew Marvell (Traducción de Nicolás Suescún)
- Relato del peregrino, Roberto Rubiano Vargas
- Arte del eremita y otros poemas, Antón Arrufat (Selección de Álvaro Castillo Granada)
- El muro blanco, Rubén Artiles Egües
- Transparencias, Rosa Lentini
- La aguja con que hilvano estos poemas, Marilyn Bobes (Selección de Álvaro Castillo Granada)
- El esclavo y la palabra, Rebeca Murga
- Como una sucesión de azares y otros poemas de amor, Miguel Barnet (Selección de Álvaro Castillo Granada)
- El reino del abuelo, Fefé de Diego
- Con cierta elegancia, Albem Fuentes
- Dolly y otros cuentos africanos, Adelaida Fernández de Juan
- Pequeñas miserias cotidianas, Lorenzo Lunar Cardedo
- Vidas de Roxy, Pedro Manuel González Reinoso
- El libro de los espejismos, Lina de Feria
- El milagro de las cosas nombradas, Jorge Bustamante García
- Aquí pongamos un silencio, Soleida Ríos (Selección de Álvaro Castillo Granada y Soleida Ríos)
- Visto en La Habana, Adelaida de Juan
- El galán de las lechugas, Baudilio Espinosa
- Parques, Jesús David Curbelo
- Kashmir, Alberto Garrandés
- Cancioncillas, Fina García Marruz
- Había una ventana, Mario Brito Fuentes
- El vaso de cristal, Yamil Díaz Gómez

Serie Sin Cuento:
- Ocaso en el trópico, Eligio García Márquez

Serie Sin Otros:
- Nociones del vigía, Carlos Enrique Ruiz
- Los nombres de la ausencia, Maruja Vieira
- Poesía y esperanza: Giovanni Quessep, Rosa María Londoño
- Cuando yo empezaba, Arnoldo Palacios (Investigación y recopilación de Álvaro Castillo Granada) (2004) Este libro tiene una versión digital realizada en 2014[10]

Trilce Editores:
- Diez poetas rusos del siglo XX, Selección y notas de Guillermo Martínez González y Álvaro Castillo Granada (2002)

Prologó el libro El hombre de los lentes oscuros que mira hacia el cielo se llama Domingos y se llama Raúl, de Paco Ignacio Taibo II (Editorial Capiro, Santa Clara, 2013). 
Su texto “El poeta de todos” fue incluido en el volumen de/sobre Mario Benedetti, Editorial Casa de las Américas, 2015.

### Reconocimientos
- Mención de honor en el Concurso Iberoamericano de Cuento Julio Cortázar 2012. Cuento “Los sonetos”.

Incluido en el volumen Ladrón de niños y otros relatos, Editorial Letras Cubanas, 2012.
- Tercer lugar en el Concurso Nacional de Cuento La Cueva 2016-2017. Cuento "La piel suave".

### Conferencias
- Pablo Armando Fernández habla de su poesía: conferencia del escritor cubano (2007)
- Presentación del libro: "Poemas para una fosa común" de Ramón Cote Baraibar (2005)
- Presentación del libro: "Colombia ausente" de José Luís Díaz Granados (2004)
- Presentación del libro: "Recuerdos de un lector" de Álvaro Castillo Granada (2004)
- Los últimos amores de Pablo Neruda (2004) Perteneciente a la ciclo de conferencias: Fragmentos de un discurso amoroso.
- Neruda en Bogotá (2004) Perteneciente a la ciclo de conferencias: Homenaje a Pablo Neruda "Residir en la tierra".
- Inauguración exposición "Pablo Neruda" Residir en la tierra (2004) Curador: Álvaro Castillo Granada.